# 重弘裕二
重弘 裕二（しげひろ ゆうじ）は、日本のシステム工学・制御工学者。大阪工業大学工学部電気電子システム工学科教授。工学博士（大阪大学）。元電気学会関西支部協議員。電子情報通信学会関西支部運営委員2017/2018。
専門は、電気電子システム工学、制御工学・数理情報（特に、メタヒューリスティクス）、プログラミング（特にC）など。

## 経歴
大阪大学大学院工学研究科博士課程単位取得満期退学、1994年工学博士（大阪大学）。同大学工学部助手などを経て、1998年大阪工業大学工学部に着任し、現在は同学部電気電子システム工学科教授。
主な著書は、進化技術ハンドブック 第II巻 応用編:情報・通信システム（19章2節）（共著、電気学会進化技術応用調査専門委員会2011、学術書）。
主な所属学会は、IEEE、電気学会、計測自動制御学会、電子情報通信学会、情報処理学会など。

## 主な研究
- メタヒューリスティックスに基づく最適化
- 鉄道ダイヤのモデル化と自動生成手法の提案
- 交通渋滞緩和のための遺伝的アルゴリズムに基づく道路交通管制
- 電磁気現象を説明するための公理に関する一考察
- 解空間の確率モデルに基づいた大規模問題に対する組合せ最適化手法